# Lužine
Lužine es un pueblo ubicado en el municipio de Fojnica, en el cantón de Bosnia Central, Bosnia y Herzegovina.

## Superficie
Cuenta con una superficie de 5,70 km².

## Demografía
Hasta 2013 la población era de 194 habitantes, con una densidad de población de 34,0 hab/km².
| Gráfica de evolución demográfica de Lužine entre 1961 y 2013                       |
|                                                                                    |
| Datos según Population statistics of Eastern Europe & former USSR y Statistika.ba. |